# Buse ardoisée
Buteogallus schistaceus
Espèce
Synonymes
- Leucopternis schistaceus (protonyme)

Statut de conservation UICN

 LC  : Préoccupation mineure
Statut CITES
La Buse ardoisée (Buteogallus schistaceus) est une espèce d'oiseaux de la famille des Accipitridae.

## Répartition
Cette espèce vit au Brésil, en Bolivie, au Pérou, Équateur, en Colombie, au Venezuela et en Guyane française.